# Отто фон Літтров
Отто фон Літтров (14 лютого 1843, Відень — 7 листопада 1864, Відень) — австрійський астроном і фізик, особливо відомий своїм внеском у розробку спектрометричних приладів.

## Життєпис
Син астронома Карла Літтрова та лідерки жіночого руху Огюсти фон Літтров, онук астронома Йозефа Йоганна фон Літтрова, його батько та дід були директорами Віденської обсерваторії. Він навчався у Германа фон Гельмгольца та Густава Кірхгофа в Гайдельберзькому університеті та здобув ступінь доктора філософії 1864 року. За висловивом Константа фон Вурцбаха, Літтров був «призначений для наукової кар'єри за талантом, народженням та вихованням».
Помер від черевного тифу у Відні в 1864 році.